# ロブ・トーマス (脚本家)
ロブ・トーマス（Rob Thomas、1965年8月15日 - ）は、アメリカ合衆国の映画監督、脚本家。

## フィルモグラフィ

### 映画
- ニコルに夢中 Drive Me Crazy (1999) 脚本
- ヴェロニカ・マーズ ［ザ・ムービー］ Veronica Mars (2014) 監督・製作・原案・脚本

### テレビシリーズ
- ヴェロニカ・マーズ Veronica Mars (2004-2007) 企画・製作総指揮
- 新ビバリーヒルズ青春白書 90210 (2008-2013) 企画・製作総指揮
- iゾンビ（英語版） iZombie (2015–2019) 企画・製作総指揮